# Lorenzo Fellon
Lorenzo Fellon (Aviñón, Vaucluse, 15 de julio de 2004) es un piloto de motociclismo francés que participara desde 2021 en la categoría de Moto3 con el CIP Green Power.

## Biografía
Lorenzo Fellon es el hijo de Laurent Fellon quien fuera el entrenador y mánager de Johann Zarco hasta su ruptura a finales en 2018.
En la  temporada 2019, Fellon fue seleccionado para disputar la Red Bull MotoGP Rookies Cup. Su temporada en la Rookies Cup fue buena, terminó las doce carreras del campeonato dentro de la zona de puntos pero lamentablemente no pudo conseguir ningún podio, su mejor resultado en la temporada fue el cuarto puesto conseguido en la última carrera de la temporada en el MotorLand Aragón. Terminó la temporada en el quinto puesto con 116 puntos, siendo además uno de los dos pilotos que no abandonaron ninguna carrera.
En 2020, Fellon hizo su debut en el FIM CEV Moto3 Junior World Championship enrolado en las filas del Junior Team Estrella Galicia 0,0. No comenzó la temporada de la mejor manera, en las dos carreras celebradas en Portugal no pudo conseguir puntos y en la primera carrera celebrada en Jerez abandono por caída. A partir de la segunda carrera celebrada en el Circuito de Jerez hasta la última carrera del campeonato en el Circuito Ricardo Tormo puntuó en todas las carreras, lograndó su mejor resultado en la primera carrera celebrada en el MotorLand Aragón en donde terminó en la cuarta posición, logrando además la vuelta rápida en carrera.
En 2021 hizo su debut en el Campeonato del Mundo de Moto3 con el SIC58 Squadra Corse en donde hará dupla con el experimentado japonés Tatsuki Suzuki.

## Resultados

### Red Bull MotoGP Rookies Cup
(Carreras en negrita indica pole position, carreras en cursiva indica vuelta rápida)
| Año  | 1     | 2      | 3     | 4     | 5     | 6     | 7     | 8     | 9      | 10    | 11    | 12    | Pos. | Pts. |
| ---- | ----- | ------ | ----- | ----- | ----- | ----- | ----- | ----- | ------ | ----- | ----- | ----- | ---- | ---- |
| 2019 | JER 5 | JER 11 | MUG 5 | ASS 6 | ASS 7 | SAC 5 | SAC 7 | RBR 5 | RBR 10 | MIS 6 | ARA 6 | ARA 4 | 5.º  | 116  |

### FIM CEV Moto3 Junior World Championship
(Carreras en negrita indica pole position, carreras en cursiva indica vuelta rápida)
| Año  | Motocicleta | 1      | 2      | 3       | 4      | 5     | 6     | 7      | 8     | 9      | 10     | 11     | Pos. | Pts. |
| ---- | ----------- | ------ | ------ | ------- | ------ | ----- | ----- | ------ | ----- | ------ | ------ | ------ | ---- | ---- |
| 2020 | Honda       | EST 24 | POR 17 | JER Ret | JER 14 | JER 9 | ARA 4 | ARA 10 | ARA 7 | VAL 15 | VAL 10 | VAL 13 | 11.º | 47   |

### Campeonato del Mundo de Motociclismo
Sistema de puntuación de 1993 hasta 2022:
| Posición | 1.º | 2.º | 3.º | 4.º | 5.º | 6.º | 7.º | 8.º | 9.º | 10.º | 11.º | 12.º | 13.º | 14.º | 15.º |
| Puntos   | 25  | 20  | 16  | 13  | 11  | 10  | 9   | 8   | 7   | 6    | 5    | 4    | 3    | 2    | 1    |

#### Carreras por año
(Carreras en negrita indica pole position, carreras en cursiva indica vuelta rápida)
| Año  | Cat.  | Moto  | 1       | 2      | 3      | 4      | 5      | 6       | 7      | 8       | 9      | 10     | 11     | 12     | 13      | 14     | 15      | 16      | 17     | 18      | 19     | 20      | Pos. | Pts. |
| ---- | ----- | ----- | ------- | ------ | ------ | ------ | ------ | ------- | ------ | ------- | ------ | ------ | ------ | ------ | ------- | ------ | ------- | ------- | ------ | ------- | ------ | ------- | ---- | ---- |
| 2021 | Moto3 | Honda | QAT 19  | DOH 20 | POR 22 | SPA 23 | FRA 19 | ITA 19  | CAT 16 | GER Ret | NED 21 | EST 16 | AUT 17 | GBR 22 | ARA Ret | RSM 19 | AME 16  | ERM 19  | ALG 17 | VAL Ret |        |         | 33.º | 0    |
| 2022 | Moto3 | Honda | QAT Ret | INA 16 | ARG 19 | AME 15 | POR 14 | SPA DNS | FRA 23 | ITA 14  | CAT 20 | GER 18 | NED 13 | GBR 13 | AUT 16  | RSM 18 | ARA Ret | JPN Ret | THA 16 | AUS 19  | MAL 19 | VAL 20  | 25.º | 11   |
| 2023 | Moto3 | KTM   | POR DNS | ARG    | AME    | SPA    | FRA    | ITA     | GER    | NED     | GBR 24 | AUT 24 | CAT 23 | RSM 24 | BAH 17  | JPN 21 | INA 23  | AUS 10  | THA 21 | MAL 16  | QAT 24 | VAL Ret | 27.º | 6    |